# Belavia Belarusian Airlines
Belavia Belarusian Airlines ist die nationale belarussische Fluggesellschaft mit Sitz in Minsk und Basis auf dem Nationalen Flughafen Minsk.

## Geschichte
Am 7. November 1933 wurde das erste Flughafenterminal in Belarus in Minsk eröffnet. Im darauf folgenden Frühling wurden drei Po-2 nach Minsk überstellt. Diese bildeten als Unterabteilung der Aeroflot die erste belarussische Flugzeugflotte. Im Jahr 1936 wurde die erste Linienverbindung zwischen Minsk und Moskau eingerichtet. Im Jahr 1973 begann der Flugbetrieb mit Tupolew Tu-134A in Belarus. Im Jahr 1983 wurde dann die Tupolew Tu-154 in den belarussischen Flugbetrieb integriert.
Belavia wurde offiziell am 5. März 1996 gegründet, als die ansässige Abteilung der Aeroflot nationalisiert und umbenannt wurde. Bis 1998 wurden dann Linienverbindungen nach Peking, Istanbul, Larnaka, London, Prag und Rom eingerichtet. Im Jahr 1998 fusionierte Belavia mit Minskavia, was zur Erweiterung der Flotte um einige Antonow An-24, Antonow An-26 und Jakowlew Jak-40 führte.
Seit dem 18. Mai 2001 betrieb Belavia eine Direktverbindung zwischen Minsk und Paris. Seit 2003 publiziert die Belavia ein Bordmagazin auf Englisch, Russisch und Belarussisch. Am 16. Oktober 2003 schloss Belavia einen Leasingvertrag für ihre erste Boeing 737-500 ab. Im Jahr 2004 wurde das Streckennetz ausgeweitet und eine weitere Boeing 737 zur Flotte hinzugefügt. Am 26. Juni 2004 wurde auch eine Verbindung nach Hannover eingerichtet.
Im Herbst 2012 übernahm Belavia zwei Embraer 175 im Leasing. Im Januar 2015 übernahm Belavia eine gebrauchte Boeing 737-800 ebenfalls im Leasingverfahren.
Die belarussische Regierung ließ am 23. Mai 2021 ein Flugzeug eines europäischen Staates (FR4978) auf einer innereuropäischen Verbindung von Athen nach Vilnius unter Vorspiegelung einer angeblichen Bombendrohung nach Minsk umleiten und den regimekritischen belarussischen Journalisten Raman Pratassewitsch und dessen russische Freundin Sofia Sapega verhaften. Der europäische Rat der EU beschloss daraufhin eine Sanktion. Belavia und andere belarussische Fluggesellschaften dürfen seitdem keine Ziele in der EU mehr anfliegen und den Luftraum der EU nicht mehr nutzen.
Im Zusammenhang mit der Migrationskrise wurde Belavia am 2. Dezember 2021 in die Sanktionsliste der Europäischen Union aufgenommen. Die Schweiz ist am 20. Dezember den EU-Sanktionen beigetreten. Im August 2023 haben die Vereinigten Staaten Belavia in die Liste der Specially Designated Nationals and Blocked Persons aufgenommen.

## Flugziele
Belavia fliegt von Minsk ausschließlich Ziele in Ländern die, zumindest teilweise, in Asien liegen an.

## Flotte

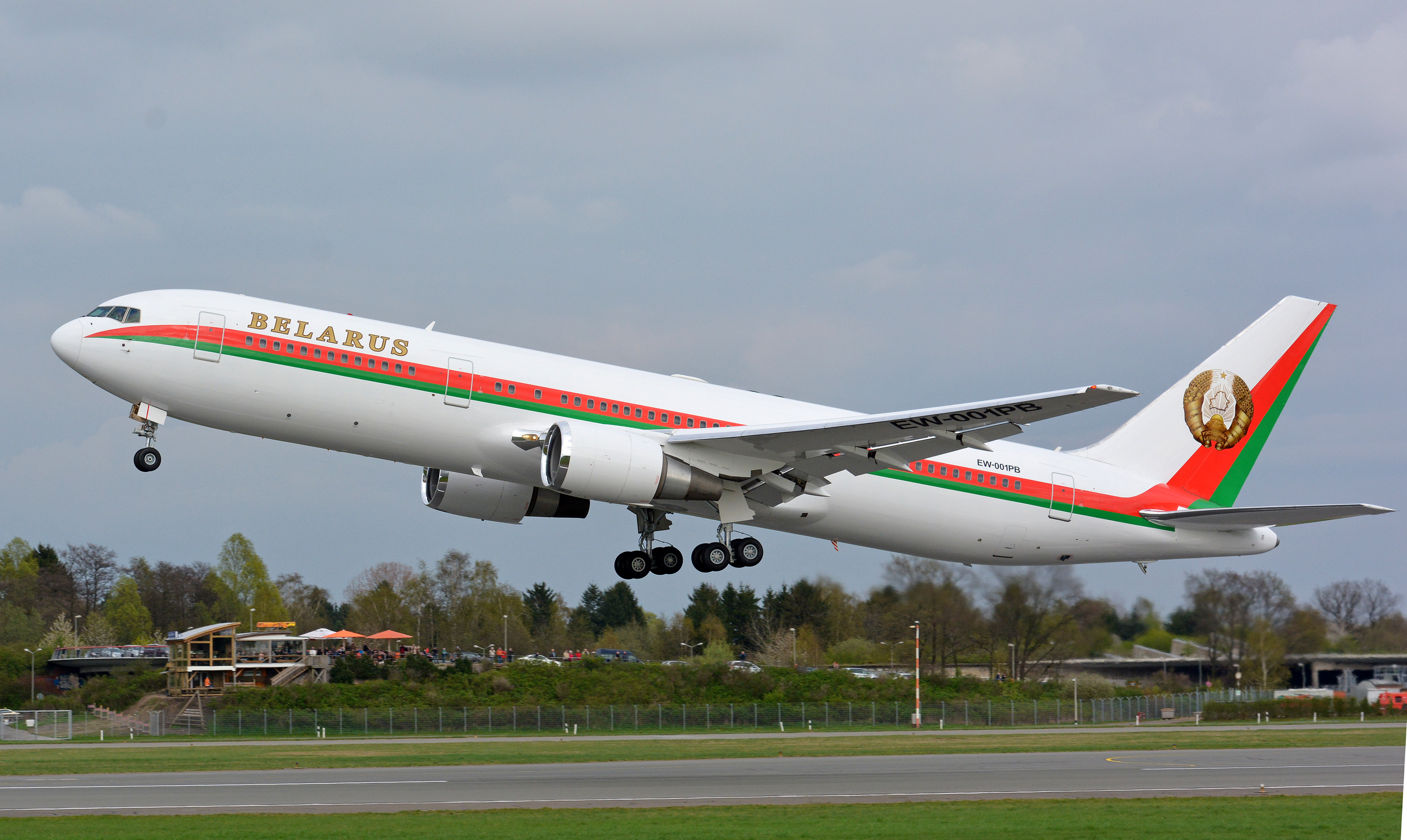
Die Boeing 767-32KER (Regierungsmaschine) der Belavia mit dem Wappen der Republik Belarus

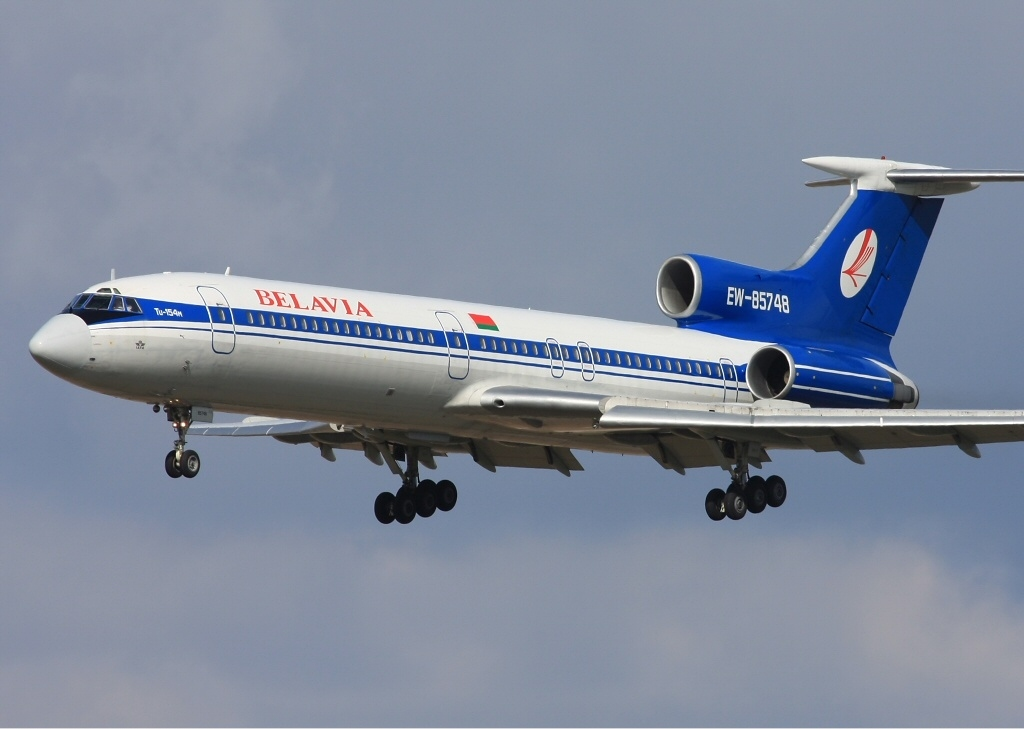
Belavia war bis 2017 eine der wenigen europäischen Fluggesellschaften, die noch Tupolew-Flugzeuge im Einsatz hatte. Hier: Tu-154M in altem Design.

### Aktuelle Flotte
Mit Stand Juli 2025 besteht die Flotte der Belavia Belarusian Airlines aus 16 Flugzeugen mit einem Durchschnittsalter von 14,8 Jahren:
| Flugzeugtyp      | Anzahl | bestellt | Anmerkungen               | Sitzplätze (Business/Economy) | Durchschnittsalter |
| ---------------- | ------ | -------- | ------------------------- | ----------------------------- | ------------------ |
| Airbus A330-200  | 03     |          | zwei inaktiv              | 281 (18/263)                  | 22,6 Jahre         |
| Boeing 737-300   | 02     |          | eine inaktiv              | 148 (–/148)                   | 29,8 Jahre         |
| Boeing 737-800   | 05     |          | mit Winglets ausgestattet | 189 (–/189)                   | 11,6 Jahre         |
| Boeing 737 MAX 8 | 01     |          | inaktiv                   | 174 (12/162)                  | 6,1 Jahre          |
| Embraer ERJ-175  | 01     |          |                           | 76 (12/64)                    | 7,3 Jahre          |
| Embraer ERJ-195  | 04     |          |                           | 107 (11/96)                   | 9,2 Jahre          |
| Gesamt           | 16     | –        |                           |                               | 14,8 Jahre         |

### Aktuelle Sonderbemalungen
| Flugzeugtyp     | Luftfahrzeugkennzeichen | Bemalung                   | Zeitraum           | Bild |
| --------------- | ----------------------- | -------------------------- | ------------------ | --- |
| Boeing 737-300  | EW-254PA                | „World of Tanks“           | seit Juli 2016     | |
| Embraer ERJ-195 | EW-400PO                | „Dinamo Minsk Hockey Club“ | seit November 2024 | Bild gesucht Die Wikipedia wünscht sich an dieser Stelle ein Bild. Weitere Infos zum Motiv findest du vielleicht auf der Diskussionsseite . Falls du dabei helfen möchtest, erklärt die Anleitung , wie das geht. |

### Ehemalige Sonderbemalungen
| Flugzeugtyp     | Luftfahrzeugkennzeichen | Bemalung                          | Zeitraum                       | Bild |
| --------------- | ----------------------- | --------------------------------- | ------------------------------ | --- |
| Embraer E195-E2 | EW-563PO                | „25th Anniversary“                | März bis Dezember 2021         | |
| Embraer ERJ-175 | EW-512PO                | „Cosmonaut (Marina Vasilevskaya)“ | März bis Oktober 2024          | Bild gesucht Die Wikipedia wünscht sich an dieser Stelle ein Bild. Weitere Infos zum Motiv findest du vielleicht auf der Diskussionsseite . Falls du dabei helfen möchtest, erklärt die Anleitung , wie das geht. |
| Embraer ERJ-195 | EW-400PO                | „World of Tanks“                  | Dezember 2018 bis Oktober 2024 | |

### Ehemalige Flugzeugtypen
Zuvor betrieb Belavia Belarusian Airlines unter anderem auch folgende Flugzeugtypen:
- Antonov An-10
- Antonov An-24
- Antonov An-26
- Boeing 737-500
- Bombardier CRJ-100
- Bombardier CRJ-200
- Embraer 195-E2
- Ilyushin IL-86
- Tupolev Tu-124
- Tupolev Tu-134A
- Tupolev Tu-154B
- Tupolev Tu-154-B1
- Tupolev Tu-154-B2
- Yakovlev Yak-40

## Zwischenfälle
- Am 14. Februar 2008 überschlug sich eine Bombardier CRJ100 der Belavia (Luftfahrzeugkennzeichen EW-101PJ) beim Start vom Flughafen Jerewan in der armenischen Hauptstadt. Alle 18 Passagiere und 3 Crewmitglieder an Bord überlebten, wurden aber zum Teil schwer verletzt, weil die Piloten nicht die Enteisungsanlage für die Tragflächen benutzten.[12][13]